# Lockport (Nova Iorque)
Lockport é uma cidade localizada no estado americano de Nova Iorque, no Condado de Niagara. A sua área é de 8,40 milha quadradas (21,8 km2) e sua população é de 20 876 habitantes (segundo o Censo dos Estados Unidos de 2020). A cidade foi fundada como uma vila em 1829 e tornou-se uma cidade em 1865.

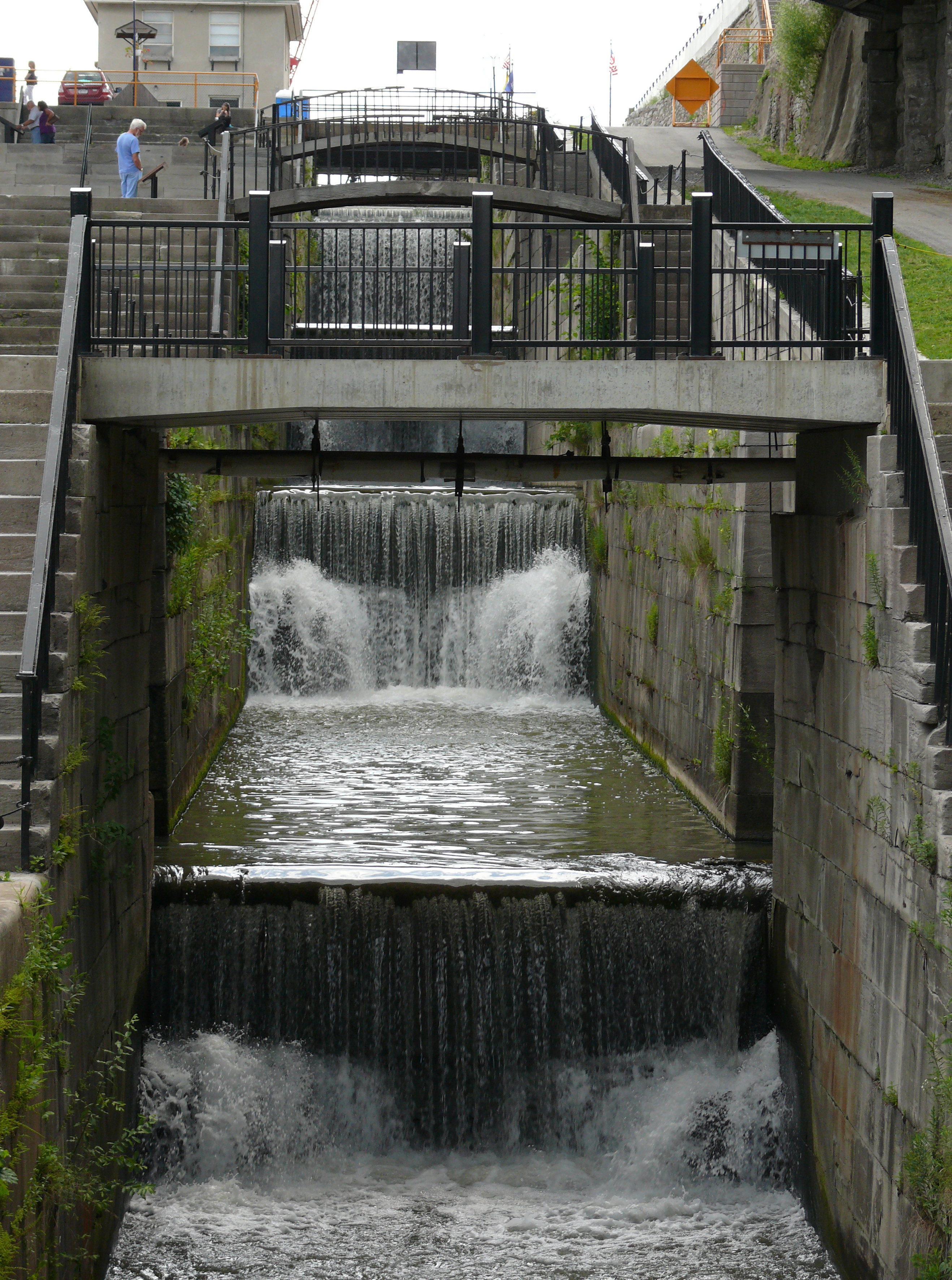
Flight of five